# Ambulante videounterstützte Parkinsontherapie
Die ambulante videounterstützte Parkinsontherapie ist eine Behandlungsform, bei der eine medikamentöse Neueinstellung bei Morbus Parkinson alternativ zu einem mehrwöchigen Klinikaufenthalt mittels Videodokumentation in der häuslichen Umgebung durchgeführt wird.
Die videodokumentierte Behandlung erlaubt eine besonders sorgfältige Beobachtung, Analyse, Dokumentation und Therapie der motorischen Phänomene und ermöglicht eine individuelle medikamentöse Einstellung, die auch den Tagesablauf, die Ernährungsgewohnheiten, das soziale Umfeld und die individuellen motorischen und nichtmotorischen Leistungsanforderungen der Betroffenen berücksichtigt.
Sie bietet sich daher vor allem bei Patienten an, deren Bewegungsfähigkeit während des Tages stark wechselt („motorische Fluktuationen“). Die Methode wird unter anderem im Rahmen der integrierten Versorgung eingesetzt und implantiert im Verlauf der videounterstützten Parkinsontherapie eine vertraglich geregelte, strukturierte Zusammenarbeit spezialisierter Krankenhäuser mit niedergelassenen Neurologen. Diese übersektorale Struktur soll Brüche in der Behandlung vermeiden, wie sie bisher bei Wechseln zwischen stationärer und ambulanter Versorgung auftraten.

## Der Behandlungsverlauf
Im Hause bzw. der Wohnung des Patienten wird eine mit dem behandelnden Krankenhausarzt vernetzte Beobachtungseinheit aufgestellt, bestehend aus einer Videokamera, einem Lautsprecher und einer Druckereinrichtung. Über einen Transponder/Armband löst der Patient selbständig und technisch sehr einfach eine Aufnahme von etwa zwei Minuten Dauer aus. Während der Videoaufnahmen  ertönt eine Ansage des behandelnden Arztes, die den Patienten zu bestimmten Bewegungsabläufen auffordern und um eine Selbsteinschätzung seines Befindens mit einer Schulnote bittet.
Die Aufnahmen werden über Nacht dem Parkinsonspezialisten im Krankenhaus und dem kooperierenden Neurologen in der
Praxis übertragen und von diesen ausgewertet. Ihnen steht dazu eine Auswerteeinheit zur Verfügung, die anhand
mehrerer Skalen eine Bewertung der Videoaufnahmen erlaubt und den Behandlungsverlauf umfassend und übersichtlich
dokumentiert. Anhand von vier bis sechs Videoaufnahmen pro Tag entsteht innerhalb weniger Tage ein differenzierter
Ausgangsbefund. Es wird ein Therapieplan entworfen und die Medikation schrittweise umgesetzt. Der aktuelle
Medikamentenplan wird täglich beim Patienten zu Hause ausgedruckt. Darüber hinaus kann der Arzt Sprachnachrichten
hinterlegen und steht telefonisch mit dem Patienten in regelmäßigem Kontakt.
Während der Behandlung wird der Patient von einer speziell auf das Krankheitsbild Morbus Parkinson ausgebildeten Krankenschwester telefonisch betreut. Sie vermittelt nichtmedikamentöse Strategien und bespricht spezielle Übungen, die der Patient vor der Kamera ausführen kann.
Die Behandlung dauert in der Regel 30 Tage. Sie endet mit einer abschließenden Untersuchung des niedergelassenen Neurologen, der die Behandlung des Patienten ambulant fortführt. Nach Abschluss der Therapie wird die Dokumentation der Behandlung einschließlich der Videoaufnahmen auf CD gebrannt und den behandelnden Ärzten im Krankenhaus und in der Praxis ausgehändigt. Der Behandlungsverlauf, die Zuordnung von Videoaufnahmen, Bewertung und Medikation bleiben so transparent und für weitere konsiliarische Fragestellungen jederzeit verfügbar.

### Fachbuch
- U. Meier, H.C. Diener, Integrierte Versorgung in der Neurologie. Thieme, Stuttgart Jahr 2007,130 S, ISBN 978-3-13-143671-9

### Fachzeitschriften
- Frank Marzinzik, Michael Wahl, Christoph M Doletschek, Constanze Jugel, Charlotte Rewitzer and Fabian Klostermann: Evaluation of a telemedical care programme for patients with Parkinson’s disease. In: Journal of Telemedicine and Telecare. 18, 2012, S. 322, doi:10.1258/jtt.2012.120105.
- Rosemarie Plötzeneder, Parkinson-Therapie per Video überprüfen: Hilft Arzt und Patient. Medical Tribune, S. 2 (2006), ISSN 1863-6977
- Heike E. Krüger-Brand, Therapie im Wohnzimmer. Deutsches Ärzteblatt, S. C430 – C433 (2006),
- R. Ehret, Ambulante Videoüberwachung von Parkinsonpatienten in der Neurologischen Praxis. Nervenheilkunde, S. 21–23 (2005), ISSN 0722-1541